# دوغلاس كروكفورد
دوغلاس كروكفورد (بالإنجليزية: Douglas Crockford)‏ هو مبرمج أمريكي ومسير الذي اشتهر بمشاركته المستمرة في تطوير لغة جافا سكريبت، وقد جعل تنسيق البيانات JSON منتشرا، وتطوير مختلف أدوات مرابطة بلغة جافا سكريبت مثل JSLint و JSMin. وهو حاليا من كبار مهندسي جافا سكريبت في باي بال وهو أيضا كاتب ومتحدث عن تقنيات الويب.